# Меден хлорид
Медният хлорид е химично съединение. В съединението медта е от втора електроположителна валентност. Оттук следва, че степента на окисление е също втора електроположителна. Съединението има наименование меден дихлорид. Един от начините за получаването му са реакция неутрализация между меден дихидроксид, познат още като медна основа и солна киселина.
Друг метод е взаимодействието на неговия нормален меден оксид със солна киселина. Процесът протича по уравнението:
- CuO + 2HCl = CuCl2 + H2O.

В този случай медният оксид е като основен оксид, затова реакцията и продуктите ѝ много приличат на тези, получени при неутрализацията.
Металът мед е слабоактивен, затова не взаимодейства с HCl в чист вид. Доказателство за това е положението му в реда на относителната активност. В него металът се намира след водорода, което означава, че не може да го измества от съединенията му.
Медният дихлорид е слабо разтворим във вода, като при дисоциацията му се получава един меден йон с втори електроположителен заряд и се отделят два йона (аниона) – хлоридни.
За доказателство може да се използва общопризнатия метод за дисоцияция на соли, при която се получават метални катиони и киселинни остатъци с отрицателен заряд.
По-активните метали (поне тези, които проявят същата валентност) могат да го изместват от това му съединение, като медта се получава в чист вид.